# Pouilly-en-Auxois
Pouilly-en-Auxois é uma comuna francesa na região administrativa da Borgonha-Franco-Condado, no departamento de Côte-d'Or. Estende-se por uma área de 10,09 km². Em 2010 a comuna tinha 1 628 habitantes (densidade: 161,3 hab./km²).